# Sumyhaz Sumy
Sumyhaz Sumy (ukr. Міні-футбольний клуб «Сумигаз» Суми, Mini-Futbolnyj Kłub "Sumyhaz" Sumy) – ukraiński klub futsalu, mający siedzibę w mieście Sumy. Od sezonu 1998/99 do 2005/06 występował w futsalowej Wyższej Lidze Ukrainy.

## Historia
Chronologia nazw:
- 1997: MFK Sumy (ukr. МФК «Суми»)
- 1997: Kołos Sumy (ukr. «Колос» Суми)
- 2001: Sumyhaz Sumy (ukr. «Сумигаз» Суми)
- 2006: klub rozwiązano

Klub futsalowy MFK Sumy został założony w Sumach w 1997 roku z inicjatywy Prezesa Sumskiego Związku Futsalu Ołeksandra Jełszanskiego. Po znalezieniu sponsora zespół z nazwą Kołos Sumy startował w profesjonalnych rozgrywkach Pierwszej Ligi, zdobywając tytuł mistrza. W sezonie 1998/99 klub debiutował w Wyższej Lidze, zajmując 14.miejsce. W 2000 ponownie został sklasyfikowany na 14.pozycji. Sezon 2000/01 klub nie zakończył. W pozostałych meczach zaliczono walkowery i po zakończeniu sezonu z 2 zwycięstwami i 3 remisami uplasował się na ostatniej 12.pozycji. W następnym sezonie 2001/02 klub znalazł sponsora - miejskie przedsiębiorstwo "Sumyhaz" i przyjął nazwę Sumyhaz Sumy. Sezon zakończył na ósmej lokacie. W 2003 zespół znów był ósmym. W następnym sezonie 2003/04 spadł na 10.lokatę. W sezonie 2004/05 uplasował się na ostatniej 15.pozycji. Po zakończeniu sezonu 2005/06, w którym ponownie zajął ostatnie 17.miejsce, klub został rozwiązany.

## Barwy klubowe, strój
| Biały | Czarny |

Zawodnicy klubu zazwyczaj grali swoje mecze domowe w białych strojach.

## Sukcesy

### Trofea międzynarodowe
Nie uczestniczył w rozgrywkach europejskich (stan na 31-05-2019).

### Trofea krajowe
| \| \| Zdobyte trofea w rozgrywkach Ukrainy (stan na: 31-05-2019) \| |                                                            |      |                  |
| Rozgrywki                                                           | Osiągnięcie                                                | Razy | Sezon(y)         |
| · Mistrzostwo                                                       | I miejsce                                                  | 0    |                  |
| · Mistrzostwo                                                       | II miejsce                                                 | 0    |                  |
| · Mistrzostwo                                                       | III miejsce                                                | 0    |                  |
| · Mistrzostwo                                                       | 8.miejsce                                                  | 2    | 2001/02, 2002/03 |
| Puchar                                                              | zdobywca                                                   | 0    |                  |
| Puchar                                                              | finalista                                                  | 0    |                  |
| II liga                                                             | I miejsce                                                  | 1    | 1997/98          |
| II liga                                                             | II miejsce                                                 | 0    |                  |
| II liga                                                             | III miejsce                                                | 0    |                  |
| Ukraina                                                             | Zdobyte trofea w rozgrywkach Ukrainy (stan na: 31-05-2019) |      |                  |

## Piłkarze i trenerzy klubu

### Trenerzy
Kostiantyn Kapica (1997–200?)
 Wołodymyr Hładow (200?–200?)

## Struktura klubu

### Stadion
Klub rozgrywał swoje mecze domowe w uniwersyteckiej Hali SK SDPU w Sumach. Pojemność: 500 miejsc siedzących.

### Sponsorzy
- Sumski Państwowy Pedagogiczny Uniwersytet
- "Kołos"
- "Sumyhaz"